# Rabiu Ibrahim
Rabiu Ibrahim (ur. 15 marca 1991 w Kano) – nigeryjski piłkarz grający na pozycji ofensywnego pomocnika.

## Kariera klubowa
Swoją karierę piłkarską Ibrahim rozpoczął w 2004 roku w klubie Gateway FC. W 2007 roku wyjechał do Portugalii i podjął treningi w szkółce piłkarskiej Sportingu CP. W 2009 roku został wypożyczony do grającego w Segunda Divisão, Realu Sport Clube. W 2010 roku odszedł do PSV Eindhoven. 28 sierpnia 2011 zadebiutował w nim w Eredivisie w wygranym 6:1 domowym meczu z Excelsiorem Rotterdam, gdy w 78. minucie zmienił Zakarię Labyada. W zespole PSV rozegrał łącznie dwa ligowe spotkania.
W trakcie sezonu 2011/2012 Ibrahim odszedł do Celtiku. W Scottish Premier League po raz pierwszy i jedyny wystąpił 3 maja 2012 w zwycięskim 1:0 domowym meczu z St. Johnstone. W 74. minucie tego meczu zmienił Krisa Commonsa. W sezonie 2011/2012 wywalczył z Celtikiem mistrzostwo Szkocji.
Na początku 2013 roku Ibrahim przeszedł do Kilmarnock. Swój debiut w nim zaliczył 27 stycznia 2013 w zremisowanym 0:0 wyjazdowym meczu z Dundee F.C. W Kilmarnock grał do końca sezonu 2013/2014.
Latem 2014 roku Ibrahim odszedł do słowackiego FK AS Trenčín. W słowackiej lidze 10 sierpnia 2014 w zremisowanym 1:1 wyjazdowym meczu z MFK Ružomberok. Latem 2014 zdobył Superpuchar Słowacji. W sezonie 2014/2015 wywalczył z klubem z Trenczyna mistrzostwo Słowacji. W sezonie 2015/2016 także został mistrzem kraju.
Latem 2016 Ibrahim przeszedł do KAA Gent. Zadebiutował w nim 11 września 2016 w wygranym 3:0 domowym meczu z KSC Lokeren.
Latem 2017 roku Ibrahim trafił do Slovana Bratysława. Zadebiutował w nim 19 sierpnia 2017 w wygranym 2:1 wyjazdowym meczu ze Spartakiem Trnawa.
| Sezon   | Klub             | Kraj       | Rozgrywki       | Mecze | Gole |
| ------- | ---------------- | ---------- | --------------- | ----- | ---- |
| 2008/09 | Sporting CB B    | Portugalia | Segunda Liga    | ?     | ?    |
| 2009/10 | Real Sport Clube | Portugalia | Segunda Divisão | 1     | 0    |
| 2010/11 | PSV Eindhoven    | Holandia   | Eredivisie      | 0     | 0    |
| 2011/12 | PSV Eindhoven    | Holandia   | Eredivisie      | 2     | 0    |
| 2011/12 | Celtic F.C.      | Szkocja    | Premier League  | 1     | 0    |
| 2012/13 | Celtic F.C.      | Szkocja    | Premier League  | 0     | 0    |
| 2012/13 | Kilmarnock       | Szkocja    | Premier League  | 6     | 0    |
| 2013/14 | Kilmarnock       | Szkocja    | Premier League  | 10    | 0    |
| 2014/15 | FK AS Trenčín    | Słowacja   | 1. liga         | 17    | 4    |
| 2015/16 | FK AS Trenčín    | Słowacja   | 1. liga         | 26    | 5    |
| 2016/17 | FK AS Trenčín    | Słowacja   | 1. liga         | 2     | 1    |
| 2016/17 | KAA Gent         | Belgia     | Eerste klasse   | 4     | 0    |

## Kariera reprezentacyjna
W 2007 roku Ibrahim wystąpił z reprezentacją Nigerii U-17 na Mistrzostwach Świata U-17. Wraz ze swoją drużyną wywalczył mistrzostwo świata. W 2009 roku zagrał z kadrą U-20 na Mistrzostwach Świata U-20. W dorosłej reprezentacji Nigerii zadebiutował 13 czerwca 2015 w wygranym 2:0 meczu kwalifikacji do Pucharu Narodów Afryki 2017 z Czadem, rozegranym w Kadunie.